# Дерябин, Андрей Фёдорович
Усыпальница А. Ф. Дерябина в Александро-Невском соборе
Андре́й Фёдорович Деря́бин (2 октября 1770 года, Дерябинское — 26 июня 1820 года, Гомель) — российский государственный деятель, член Берг-коллегии, руководитель Департамента горных и соляных дел и Горного кадетского корпуса, начальник Гороблагодатских, Камских и Богословских заводов (с 1806 года). Автор проекта Горного положения, один из крупнейших специалистов горнозаводского дела в России своего времени.

## Биография
Андрей Фёдорович родился в семье диакона в селе Дерябинское Верхотурского уезда Пермской губернии. После окончания учёбы в Тобольской духовной семинарии, он поступил в Петербургское высшее горное училище, которое закончил через три года и в качестве шихтмейстера был определён на службу при Нерчинских горных заводах. После окончания училища также был командирован для инспекции на Гороблагодатских заводов. Затем был направлен за границу для ознакомления с опытом горного дела Германии (1794—96), Франции (1797) и Англии (1798—99).

### Работа в горной коллегии
Памятник А. Ф. Дерябину на набережной Ижевского пруда
В 1799 году его назначили членом Берг-коллегии — высшего государственного учреждения России, ведавшего горной промышленностью, обер-бергмейстер. В 1800 году — управляющий Экспедицией и Конторой разделения золота от серебра, берггауптман. Осенью 1800 года ему поручено главное управление Колыванскими и Нерчинскими заводами. А в 1801 году он стал главным начальником Гороблагодатских и Пермских горных начальств, управляющим Дедюхинскими соляными промыслами. В короткий срок Андрею Фёдоровичу удалось значительно улучшить их деятельность. Были открыты новые рудники, найдены месторождения руд, на заводы приглашены знающие техники и мастера, сооружены и перестроены фабрики, усовершенствованы машины. С 1802 года — обер-берггауптман 5 класса.
В 1804 году образован комитет по реформе Горного ведомства. Для участия в работе комитета Андрей Фёдорович был вызван в Петербург. Первой задачей комитета было ознакомление с развитием горного дела в России и с историей горного законодательства. Эта задача и была возложена на Дерябина, который после продолжительной работы представил на рассмотрение министра финансов Васильева А. И. «Историческое описание горных дел в России с самых отдалённейших времён до нынешних» и проект реформы управления железоделательными заводами Урала. Комитет всецело присоединился к мнениям, выраженным в исторической записке Дерябина, и документы были переданы Императору, который утвердил их 21 сентября 1804 года. «Проект Горного Положения», составленный Дерябиным, был утверждён 13 июля 1806 года. Новые порядки предполагалось ввести в виде опыта сначала на 5 лет, затем снова их пересмотреть и тогда уже утвердить окончательно, но пересмотра не последовало, проект оставался в действии до издания первого Свода Законов и вошёл в него в виде особого устава. С окончанием реформ Дерябин получил пост начальника Гороблагодатских, Камских и Богословских железных и медных рудников и заводов, став руководителем всех казённых уральских заводов.
20 февраля 1807 года был издан именной императорский указ, предписывавший Дерябину построить оружейный завод в Прикамье. Ижевский оружейный завод был основан в том же году на базе Ижевского железоделательного завода. В 1808 году завод был передан в Военное ведомство. 18 августа 1807 года Дерябин открыл первую заводскую школу в Воткинске, в 1808 году — в Ижевске. В 1809 году по инициативе Дерябина на Ижевском заводе было организовано инструментальное производство для снижения зависимости предприятия от закупа импортного инструмента. Также Дерябин известен как инициатор введения «мундирных отличных кафтанов», символа отличия мастеров-оружейников.

### Поздние годы
В 1810 году Андрей Фёдорович снова был вызван в Санкт-Петербург, получил чин обер-берггауптмана 4 класса, а с 1811 года руководил Департаментом горных и соляных дел и Горным кадетским корпусом. Дерябин руководил Горным департаментом и Горным корпусом до 1817 года (по другим данным, ушёл в отставку по болезни в 1816 году), передав пост Мечникову Е. И. Существует версия, что на отставке Дерябина сказалось его членство в масонской ложе М. М. Сперанского, попавшего в опалу к Александру I. После увольнения со службы жил Гомеле, занимаясь управлением имениями графу Н. П. Румянцева.
Андрей Фёдорович скончался в Гомеле 26 июля 1820 года. Похоронен в Свято-Введенском Толгском монастыре около Ярославля. В 2002 году частица праха захоронена у Александро-Невского собора в Ижевске.

## Труды
- «Историческое описание горных дел в России с самых отдалённейших времён до нынешних». 1804 год.

## Память
- В память об А. Ф. Дерябине сооружён памятник на плотине Ижевского пруда, открытый в 1907 году к 100-летнему юбилею Ижевского завода[1][10].
- Именем Дерябина назван проезд по гребню плотины Ижевского пруда[1].

## Семья
Жена Наталья Никитична была дочерью князя Никиты Урусова, правителя Ярославского наместничества. Сын — Фёдор (1813—1865).